# Bajo Enano
Bajo Enano (spanisch für Zwergenuntiefe) ist eine Untiefe im Archipel der Südlichen Shetlandinseln. Sie ist Teil des Spit Point an der Einfahrt zum Yankee Harbour von Greenwich Island.
Chilenische Wissenschaftler benannten sie.